# Trautonium
El trautonium és un sintetitzador electrònic inventat el 1930 per Friedrich Trautwein a Berlín, al laboratori de música i ràdio de la Musikhochschule, el Rundfunkversuchstelle. Poc després s'hi va unir Oskar Sala, que en va continuar el desenvolupament fins a la mort de Sala el 2002.

## Descripció

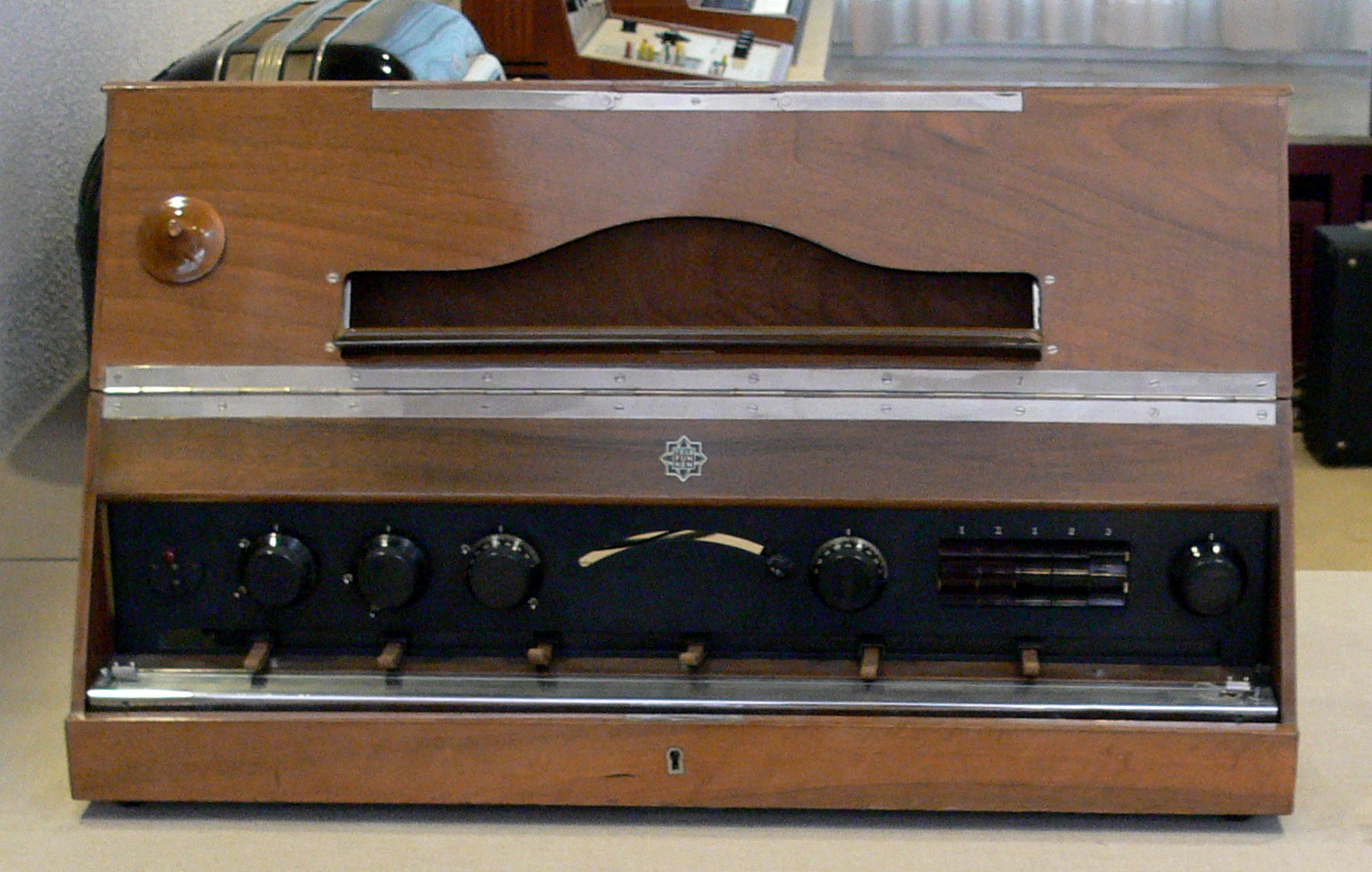
Telefunken Volkstrautonium, 1933. Trautonium Telefunken Ela T 42 (1933–1935), una versió de producció del Trautonium desenvolupada conjuntament per Telefunken, Friedrich Trautwein i Oskar Sala a partir de l'any 1931.

En lloc d'un teclat, el seu mecanisme està fet d'un cable de resistència sobre una placa metàl·lica que es pressiona per crear un so. El joc expressiu era possible amb aquest cable lliscant-hi, creant l'efecte de vibrato amb petits moviments. El volum es controlava amb la pressió del dit sobre el cable i el tauler. Els primers trautoniums van ser comercialitzats per Telefunken entre els anys 1933 i 1935, se'n van fer uns 200.
Al principi els sons es produïen gràcies a oscil·ladors de relaxació de tubs de neó (més tard, tiratrons, després transistors), que van produir formes d'ona semblants a ones de serra. El to era determinat per la posició en què l'intèrpret pressionava el cable resistiu en contacte amb la placa que hi havia a sota, que modificava la seva longitud, amb una tècnica adequada que permetia vibrato, quarts de to i portamento. La sortida de l'oscil·lador es va alimentar amb dos circuits de filtre ressonants paral·lels. Un pedal controla la relació de volum de la sortida dels dos filtres, que s'envia a un amplificador.
El 20 de juny de 1930 Oskar Sala i Paul Hindemith van fer una actuació pública a la Berliner Musikhochschule Hall anomenada "Neue Musik Berlin 1930" per presentar el trautonium. Més tard, Oskar Sala va fer una gira per Alemanya amb el Trautonium; el 1931 va ser el solista en una interpretació del Concert per a trautonium de Hindemith amb quartet de corda. També va actuar en solitari en el debut del Concert per a trautonium i orquestra de l'estudiant de Hindemith Harald Genzmer .

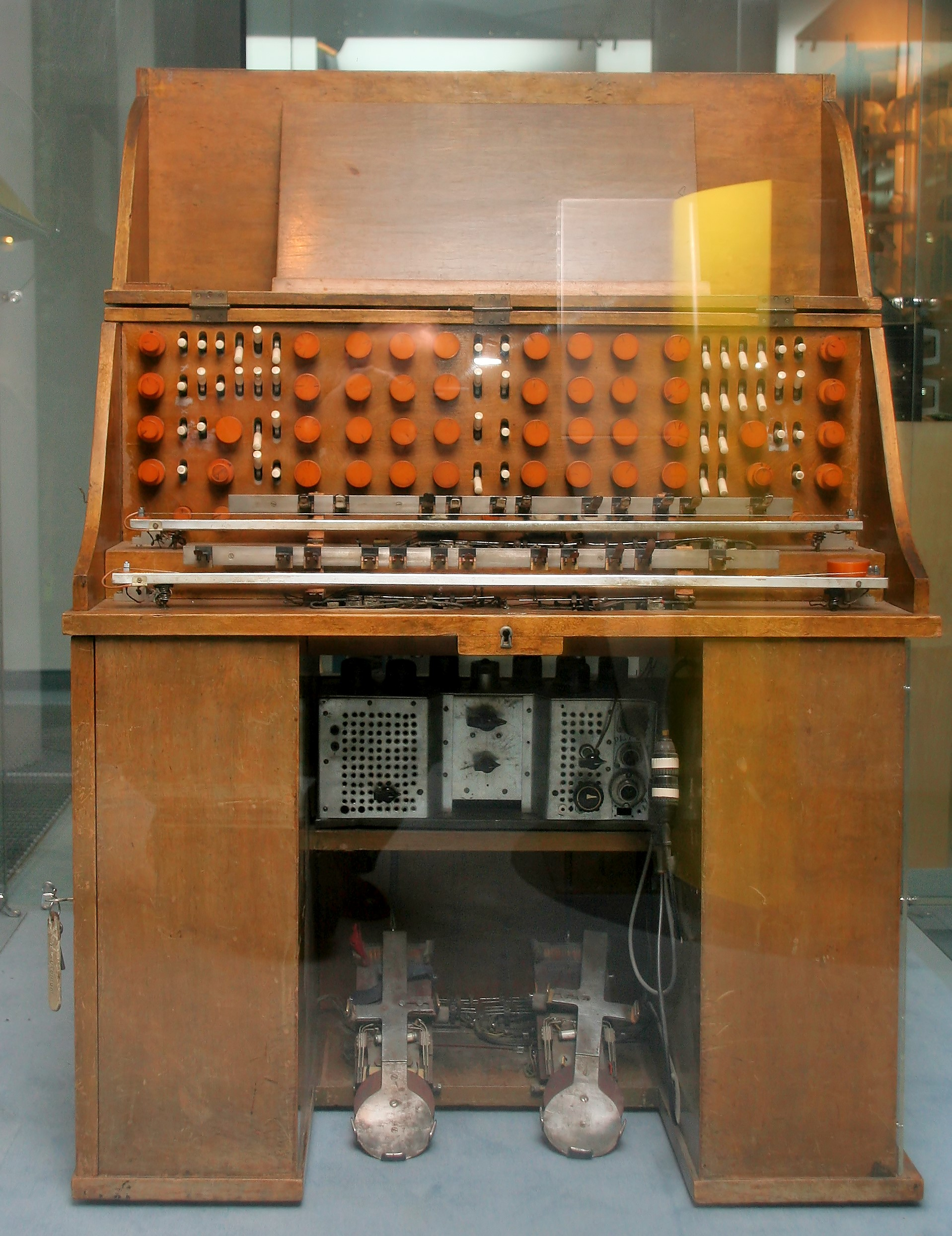
Mixtur-Trautonium, 1952

Paul Hindemith va escriure diversos trios curts per a tres trautoniums amb tres afinacions diferents: veu baixa, mitjana i alta. El seu alumne Harald Genzmer va escriure dos concerts amb orquestra, un per al trautonium monofònic i, més tard, un per al "Mixtur-Trautonium" d'Oskar Sala. Una de les primeres incorporacions de Sala va ser afegir un interruptor per canviar l'afinació estàtica. Més tard va afegir un generador de soroll i un generador envolvent acústic (anomenat "Schlagwerk"), un filtre de formant (diversos filtres passabanda) i els oscil·ladors subharmònics. Aquests oscil·ladors generen un to principal i diversos subharmònics, que no són múltiples del to fonamental, sinó fraccions d'aquest. Per a qualsevol dels mecanismes (ara en són dos), es poden barrejar quatre d'aquestes ones i el reproductor pot canviar a través d'aquests paràmetres pre-definits. Així, es va anomenar el "Mixtur-Trautonium". Oskar Sala va compondre música per a pel·lícules industrials, però la més famosa va ser la reproducció dels sorolls d'ocells per Els ocells d'Alfred Hitchcock. El trautonium també es va utilitzar a l'estrena de Dresden del Festival Musical japonès de Richard Strauss el 1942 per emular les parts de gongs i campanes i als anys 50 a Bayreuth per a les campanes de Monsalvat al Parsifal de Wagner.

## Fabricants
El fabricant alemany Doepfer ven alguns dispositius per al mercat comercial per permetre el control del sintetitzador semblant a trautonium.
El fabricant alemany Trautoniks ven trautoniums fets a mida.

## Intèrprets actuals de trautonium
Tot i que Oskar Sala va desenvolupar encara més el trautonium, no va ensenyar el seu art a cap alumne. Tanmateix, Peter Pichler, músic i artista de Múnic, havia escoltat el so del trautonium quan era jove i estava fascinat pel seu impacte emocional i el seu rang dinàmic. Pichler va descobrir que no podia oblidar el so únic; va buscar obsessivament qualsevol persona que el pogués ajudar a entendre l'instrument i finalment va localitzar en Sala. L'any 1996 els dos es van conèixer a l'estudi de Sala a Berlín, i el resultat va ser la preservació de bona part del coneixement de Sala.
Pichler es va veure transformat per l'experiència, però va haver d'esperar quinze llargs anys abans de poder-se permetre el luxe d'encarregar el seu propi Mixtur-Trautonium a l'empresa Trautoniks. Va escriure una peça de teatre musical sobre els pares del Trautonium, Wiedersehen in Trautonien, que es va representar al Museu Alemany de Múnic, per al centenari d'Oskar Sala el 2010. Per a aquesta peça de teatre Pichler va encarregar tres Volkstrautonien (una versió més petita de l'instrument), un dels quals va ser comprat pel Museu Alemany més tard per a la seva col·lecció permanent. Pichler continua cooperant estretament amb el Museu Alemany de Múnic que administra la finca de Sala.
Des de llavors, Pichler ha anat fent aparicions regulars amb el Mixtur-Trautonium en diversos gèneres musicals. La música clàssica composta per a aquest instrument per Paul Hindemith, Harald Genzmer i Oskar Sala, per exemple, és extremadament difícil de tocar fins i tot per a un músic experimentat.
Pichler és un dels pocs músics del món que ha dominat aquest instrument i que també està component per a ell.
Daniel Matz interpreta trautonium als àlbums d'Agnes Obel, Citizen of Glass i Late Night Tales.
L'intèrpret neerlandès Thijs Lodewijk també toca el trautonium.

## Galeria

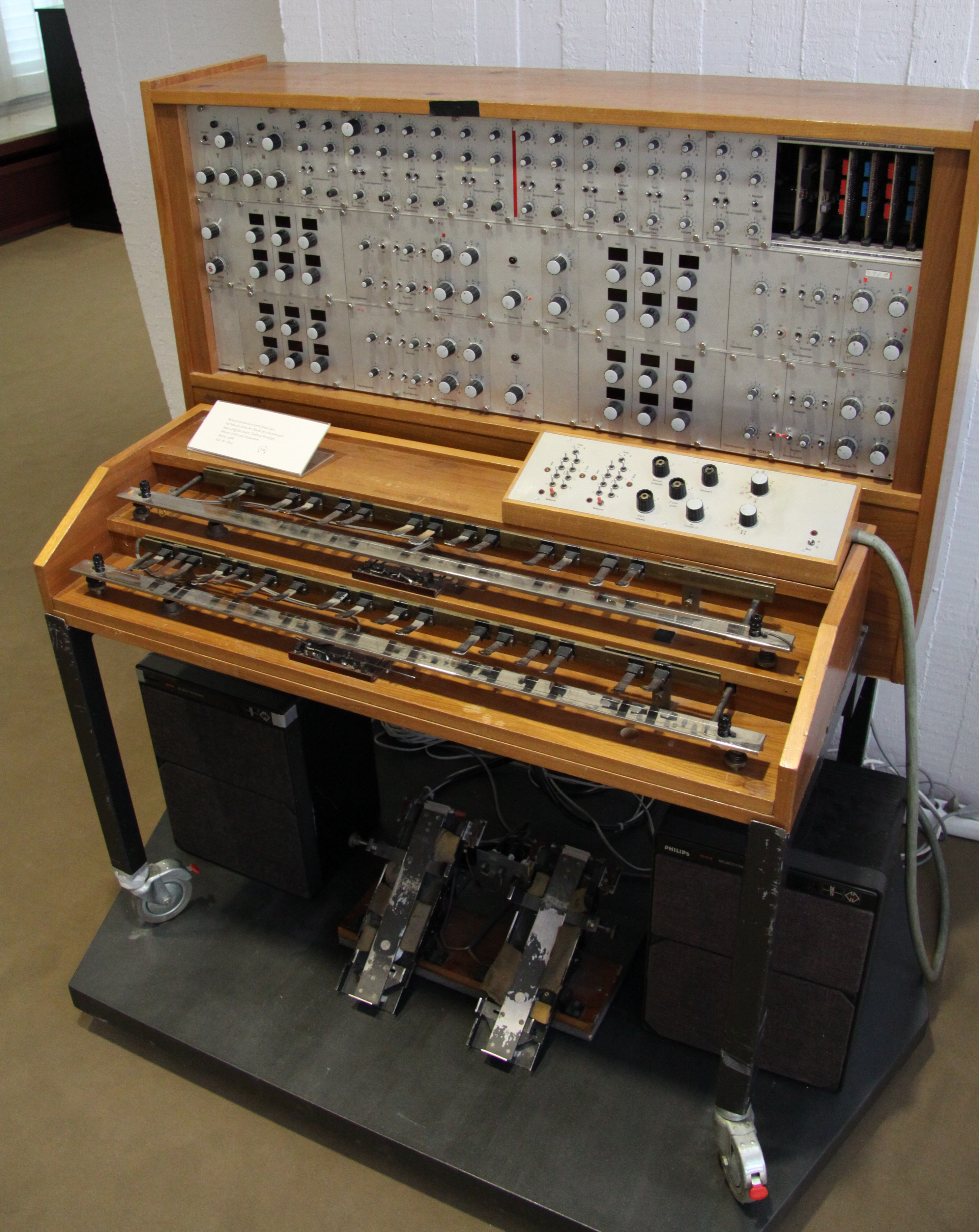
Mixtur-Trautonium, 1955.
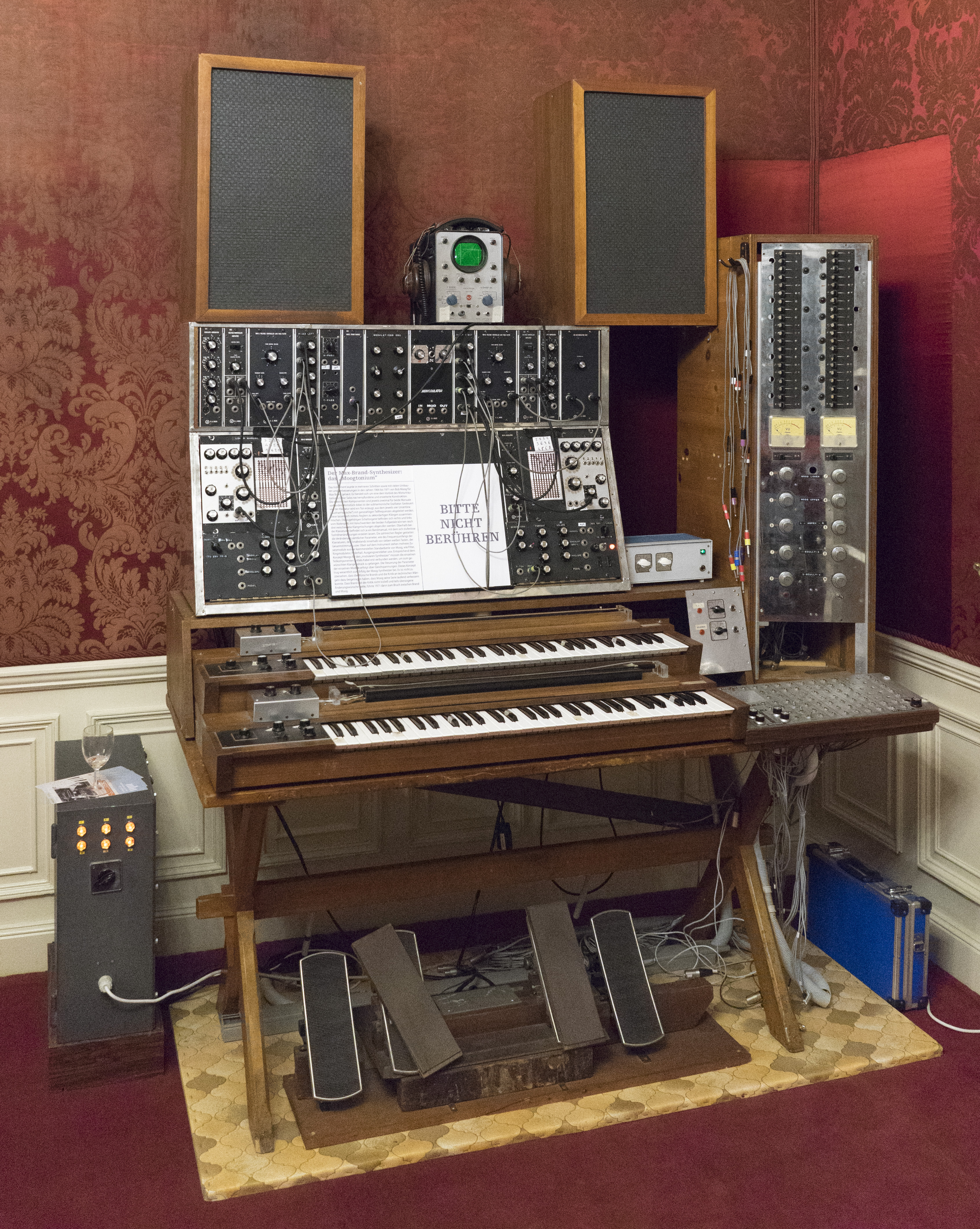
Max Brand Synthesizer (1968), també conegut com Moogtonium, és la versió pròpia del compositor austríac Max Brand de Mixture Trautonium construïda per Robert Moog durant els anys 1966–68.
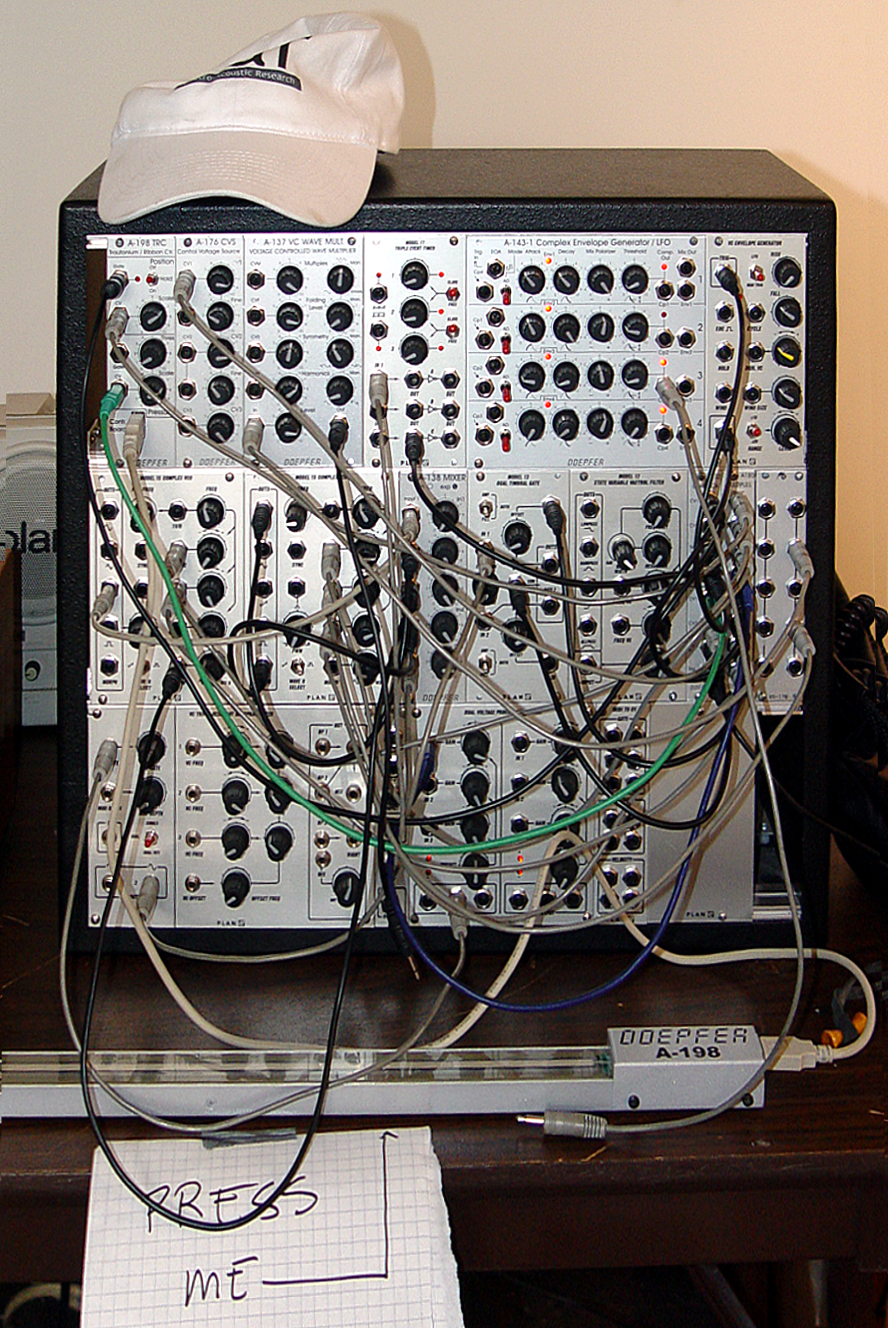
Doepfer A-198 Trautonium Manual / Controlador de cinta amb sintetitzador modular.